# Bremerhaven
Bremerhaven é uma cidade alemã no estado federal de Bremen. Situa-se na margem esquerda da bacia do rio Weser, do lado oposto à cidade de Nordenham. Sua população é de 120 900 habitantes (censo de 2003). Bremerhaven significa literalmente "porto de Bremen".
Bremerhaven é uma cidade independente (Kreisfreie Städte) ou distrito urbano (Stadtkreis), ou seja, possui estatuto de distrito (kreis). Geograficamente, é um exclave da cidade-estado de Bremen, estando limitada pelo mar do Norte e pelo rio Weser a leste e pelo estado da Baixa Saxônia em todas as outras direções. Dista 65 km da cidade de Bremen.

## Cidades-irmãs
Bremerhaven possui seis cidades-irmãs:
- Cherbourg-Octeville, França, desde 29 de junho de 1960
- Grimsby/North East Lincolnshire, Reino Unido, desde 22 de fevereiro de 1963
- Pori, Finlândia, desde 16 de maio de 1969
- Frederikshavn, Dinamarca, desde 16 de junho de 1979
- Estetino, Polônia, desde 16 de outubro de 1990
- Kaliningrado, Rússia, desde 24 de abril de 1992.